# باتريك هارفي (متسابق خماسي حديث)
باتريك هارفي (بالإنجليزية: Patrick Harvey)‏ هو متسابق خماسي حديث بريطاني، ولد في 28 نوفمبر 1935 في غلدفورد في المملكة المتحدة.

## وصلات خارجية
- باتريك هارفي على موقع أوليمبيديا (الإنجليزية)